# Limestone Creek
Limestone Creek é uma Região censo-designada localizada no estado americano da Flórida, no Condado de Palm Beach.

## Demografia
Segundo o censo americano de 2000, a sua população era de 569 habitantes.

## Geografia
De acordo com o United States Census Bureau tem uma área de 1,2 km², dos quais 1,2 km² cobertos por terra e 0,0 km² cobertos por água.

## Localidades na vizinhança
O diagrama seguinte representa as localidades num raio de 16 km ao redor de Limestone Creek.